# Lesjko
Lesjko (bulgariska: Лешко) är en ort i Bulgarien. Den ligger i kommunen Obsjtina Blagoevgrad och regionen Blagoevgrad, i den västra delen av landet, 90 km söder om huvudstaden Sofia. Leshko ligger 620 meter över havet och antalet invånare är 220.